# 千田梅二
千田 梅二（せんだ うめじ、1920年 - 1997年)は日本の版画家。

## 略歴
富山県富山市生まれ。1943年、中川一政に師事。
出征し中国・長沙付近で終戦を迎える。以後、東北各地を放浪したのち、筑豊・日炭高松一坑の採炭鉱員になる。
1947年に、再度絵をはじめ、1948年作家上野英信と出会ってからは版画を制作。炭坑仕事唄とあわせて彫り、「労働芸術」に発表。
1958年、健康を害し富山に帰郷。和紙すき職人の吉田桂介から型絵梁の手法を習い、カレンダーの制作などを始める。1980年筑豊に転居。 
1991年、「炭坑仕事唄板画巻」で地方出版文化功労賞次席(第4回)。

## 著書
- せんぷりせんじが笑った! 上野英信 著,千田梅二 絵 柏林書房  1955(ルポルタージュ・シリーズ. 日本の証言 ; 第7)
- 親と子の夜 : みんなで書いたラクガキ 上野英信 著,千田梅二 絵 麦書房  1958(雨の日文庫 ; 第1集 25)
- 親と子の夜 上野英信 文,千田梅二 画 未来社  1959
- 親と子の夜 上野英信, 千田梅二 画 未来社  1982
- ひとくわぼり 上野英信 文,千田梅二 版画 裏山書房  1982
- 親と子の夜・みんなで書いたラクガキ 上野英信 [著],千田梅二 絵 むぎ書房  1984(新編雨の日文庫 ; 第3集 8)
- 炭坑仕事唄板画巻 千田梅二 著 裏山書房  1990
- 千田梅二・炭坑のくらやみの唄 千田梅二 [作] 田川市美術館  2006(炭坑と画家 ; 2)
- 親と子の夜 上野英信 文,千田梅二 画 未來社  2014